# Nuth Sinoun
Sinoun Nuth (sinh ngày 10 tháng 10 năm 1985 ở Phnôm Pênh, Campuchia) là một cầu thủ bóng đá người Campuchia thi đấu cho câu lạc bộ Visakha ở Cambodian Second League. Anh được triệu tập vào Đội tuyển bóng đá quốc gia Campuchia at Vòng loại AFF Suzuki Cup 2010.

## Bàn thắng quốc tế
| #  | Ngày                 | Địa điểm              | Đối thủ    | Tỉ số | Kết quả | Giải đấu                             |
| -- | -------------------- | --------------------- | ---------- | ----- | ------- | ------------------------------------ |
| 1. | 28 tháng 5 năm 2008  | Phnôm Pênh, Campuchia | Ma Cao     | 3–1   | Thắng   | 2008 Cúp Challenge AFC qualification |
| 2. | 28 tháng 5 năm 2008  | Phnôm Pênh, Campuchia | Ma Cao     | 3–1   | Thắng   | 2008 Cúp Challenge AFC qualification |
| 3. | 24 tháng 10 năm 2010 | Viêng Chăn, Lào       | Đông Timor | 4–2   | Thắng   | Vòng loại AFF Suzuki Cup 2010        |